# 29 vendémiaire
29 jour complémentaire 29 brumaire
Le nonidi 29 vendémiaire, officiellement dénommé jour de l'orge, est le 29e jour de l'année du calendrier républicain.
C'était généralement le 20e jour du mois d'octobre dans le calendrier grégorien.